# Keycloak
Keycloak продукт з відкритим кодом для реалізації single sign-on з можливістю Identity Management та керування доступом націлений на сучасні застосування і сервіси. Станом на 2018 рік, цей проект спільноти JBoss знаходиться під управлінням Red Hat які використовують його як upstream проект для свого продукту RH-SSO. Метою цього інструменту є зробити створення безпечних застосунків та сервісів з мінімальним написанням коду для аутентифікації і авторизації.

## Історія
Перший production реліз Keycloak відбувся в серпні 2014, а розробка почалася на рік раніше. В 2016 Red Hat змінив фреймворк проекту RH SSO з PicketLink на Keycloak, як upstream проект.  Після цього кодова база PicketLink була злита в Keycloak.
Також, Keycloak можна вважати певною мірою заміною проекту Red Hat JBoss SSO який ще раніше був замінений PicketLink.

## Функції
Серед багатьох функцій Keycloack можна виділити
- Реєстрацію користувачів
- Логін через соцмережі
- Single Sign-On/Sign-Off для всіх застосунків одного реалму (англ. realm)
- Видача JSON Web Token автентифікованим аккаунтам
- 2-factor authentication
- інтеграція LDAP
- брокер Kerberos
- багатоорендність, з можливість налаштування зовнішнього вигляду сторінки логіну для кожного реалму

## Компоненти
Keycloak складається з двох компонентів:
- сервера
- адаптера для застосунків

## Зноски
1. ↑  Marchioni, Francesco; Fugaro, Luigi (31 серпня 2016). 12. Mastering JBoss Enterprise Application Platform 7. ISBN 978-1786463630. Introduction Red Hat SSO. Архів оригіналу за 9 листопада 2018. Процитовано 8 листопада 2018.
2. ↑  Atkisson, Brian (4 жовтня 2016). How Red Hat re-designed its Single Sign On (SSO) architecture, and why. Red Hat. Архів оригіналу за 9 січня 2018. Процитовано 7 березня 2018.
3. ↑  Dawidowicz, Boleslaw (10 березня 2015). PicketLink and Keycloak projects are merging!. PicketLink.org. Архів оригіналу за 11 вересня 2015. Процитовано 7 березня 2018.
4. ↑  Peeples, Kenneth (28 травня 2014). What is the difference between Picketlink and Keycloak?. JBossDeveloper. Архів оригіналу за 5 квітня 2017. Процитовано 7 березня 2018.
5. ↑  JBosssso (archived) Website. Архів оригіналу за 30 травня 2014.
6. ↑  Kalali, Masoud (30 травня 2010). GlassFish Security. PACKT. с. 182. ISBN 978-1-847199-38-6.